# 제36회 모스크바 국제 영화제
제36회 모스크바 국제 영화제는 2014년 6월 19일에 열린 시상식이다.

## 수상 및 후보

### 대상
- 마이 맨 - 쿠마키리 카즈요시 수상

### 심사위원특별상
- 아이 엠 - 메릭 사라코글루 외 1명 수상

### 여우주연상
- 브라더. 더 파이널 컨페션 - NATALKA POLOVINKA 수상

### 남우주연상
- 마이 맨 - 아사노 타다노부 수상

### 감독상
- 예스 앤 예스 - 발레리야 게이 게르마니카 수상

### 베스트 다큐멘터리상
- 딥 러브 - 얀 P. 마투신스키 수상

### 베스트 단편영화상
- 14 STEPS - Max Shavkin 수상

### 월드시네마 공로상
- 글렙 판필로브 수상

### 스타니슬라프스키 공로상
- 인나 슈리코바 수상

### 다큐멘터리 경쟁
- 셰헤라자드즈 다이어리 - 지나 다캐쉬
- 딥 러브 - 얀 P. 마투신스키
- 웹 정키 - 쇼쉬 슐람
- 더 그린 프린스 - 나다브 쉬르만
- 암스트롱 라이 - 알렉스 기브니
- 카디오폴리티카 - 스베틀라나 스트렐니코바
- 해피니스 - 토마스 발메스
- 렉스페리언스 브로쉐 - 장 스테판 브롱

### 특별상영
- 비긴 어게인 - 존 카니
- BESY - 블라디미르 코티넨코
- FASTEN YOUR SEATBELTS - 페르잔 오즈페텍
- 지미스 홀 - 켄 로치
- 카브카즈스카야 플레니트사! - 막심 보르온코브
- 라 보익스 데스 스텝스 - 에르멕 쉬나르바예프
- 마더 - 글렙 판필로브
- 노 패스 쓰루 파이어 - 글렙 판필로브
- 오디너리 파시즘 - 미하일 롬
- 스파이크스 - 세바스티안 알라콘
- 더 솔트 오브 디 얼스 - 빔 벤더스 외 1명
- 트랜스포머: 사라진 시대 - 마이클 베이
- 워킹 온 선샤인 - 맥스 기와 외 1명
- 위 러브 유, 유 바스타드 - 끌로드 를르슈

### 러시아의 발자취
- 아무르 엘레멘터리 - 세르지오 바쏘
- 엔들리스 이스케이프, 이터널 리턴 - 하루튠 하차트리안
- 프렌즈 프롬 프랑스 - 필립 코틀라스키 외 1명
- 조반니의 섬 - 니시쿠보 미즈호
- 아이 러브드 유 소 머치 - 오르한 테케오글루
- 조이 앤 소로우 오브 더 바디 - 안드레아스 판치스
- 더 디스턴스 - 세르지오 카발레로
- 레클러메이션 - 알리 가파리
- 망원동 인공위성 - 김형주

### 8 ½ 필름스
- 블라인드 데이트 - 르반 코구아슈빌리
- 언어와의 작별 - 장 뤽 고다르
- 시 유 - 차이밍량
- 오브 홀시스 앤 맨 - 베네딕트 얼링슨
- 스타드 업 - 데이빗 맥킨지
- 떠돌이 개 - 차이밍량
- 트립틱 - 로버트 르페이지 외 1명
- 투 데이즈 원 나잇 - 장 피에르 다르덴 외 1명
- 웰컴 투 뉴욕 - 아벨 페라라

### 라틴 소울
- 울프 앳 더 도어 - 페르난도 쿠임브라
- 곱슬머리 - 마리아나 론돈
- 클럽 샌드위치 - 페르난도 에임브케
- 내츄럴 사이언시즈 - 마티아스 루체시
- 빠르티 투 리브 - 도밍고 가르시아 위도브로
- 콘둑타 - 에르네스토 다라나스

### Atelier 부문
- 드미트리에프 - 이반 I. 트베르도프스키
- 허미티지 리빌드 - 마기 킨먼스
- 하우 스트레인지 투 비 네임드 페데리코! - 에토레 스콜라
- 미스터 엑스 - 테사 루이즈-살로메
- 라이프 잇셀프 - 스티브 제임스

### 자유생각.다큐멘터리 시네마 프로그램
- 비치 보이 - 에밀 랑발
- 보르스치, 어 러시안 레시피 - 마리나 퀸타닐라
- 카티드럴스 오브 컬쳐 - 카림 아이누즈
- 조안나 - 아네타 코파츠
- 모아나 - 로버트 J. 플래허티
- 포인트 앤 슈트 - 마샬 커리
- 리치 힐 - 트레이시 드로즈 트라고스 외 1명
- 송 포 더 포레스트 - 마이클 오버트
- 더 북 - 비탈리 만스키
- 언노운 노운 - 에롤 모리스
- 스타로부터 스무 발자국 - 모건 네빌
- 비지터스 - 갓프레이 레지오
- 웨이팅 포 어거스트 - 테오도라 미하이
- 노동자의 죽음 - 미카엘 글라보거

### 신의 행복감
- 어로프트 - 클로디아 로사
- 필드 오브 독스 - 레흐 마예브스키
- 더 스토닝 오브 세이느 스티븐 - 페레 빌라 바르셀로
- 메데아스 - 안드레아 팔라오로
- 나기마 - 잔나 이사바예바
- 무통 - 질 데루 외 1명
- 스테이션스 오브 더 크로스 - 디트리히 브뤼게만
- 사랑은 마시고 노래하며 - 알랭 레네
- 팀북투 - 압데라만 시사코

### 파 어웨이 쏘 클로즈
- 52 튜스데이즈 - 소피 하이드
- 백일염화 - 디아오 이난
- 플라잉 위드아웃 윙즈 - 호마윤 모로와트
- 아이스 포이즌 - 미디 지
- 로스앤젤레스 - 다미안 존 하퍼
- 마리암 - 바실 알카티브
- 패치 타운 - 크레이그 굿윌
- 스노우 - 메디 라마니
- 더 폴트 인 아워 스타 - 조쉬 분
- 더 폭시 멀킨스 - 마들렌 올넥
- 더 글래스 트링켓 - 나리네 머크르트찬 외 1명
- 디 오너스 - 아딜칸 에르자노프

### 사베지 나이츠
- 아이 캔 콰잇 웨네버 아이 원트 - 시드니 시빌리아
- 사라짐의 순서 - 한스 페터 몰란트
- R100 - 마츠모토 히토시
- 스윗워터 - 로건 밀러
- 더 스테이션 - 마빈 크렌

### 유럽 플러스 유럽
- 마담 프루스트의 비밀정원 - 실뱅 쇼메
- 비러브드 시스터즈 - 도미닉 그래프
- 도메스틱 라이프 - 이자벨 크자이카
- 폴링 스타 - 루이스 미나르로
- 충동 - 그레고르 쉬니츠러
- 레터 투 더 킹 - 히샴 쟈만
- 라 미아 클라스 - 다니엘레 가그리아노네
- 콰이어트 블리스 - 에도아도 윈스피어
- 쏘 브라이트 이즈 더 뷰 - 조엘 플로레스큐 외 1명
- 더 퍼스트 썸머 - 아드리아노 멘데스
- 티르 - 알베르토 파줄로
- 반달(프랑스어판) - 헬리에르 시스테르네

### 픽션과 논픽션을 넘어
- 10 산티메트로브 즈히즈니 - 안나 야노브스카야
- 에브리 픽쳐 이즈 언 엠프티 픽쳐 - 크리스토프 폴하버
- 마이 다게스탄. 컨페션 - 무라드 이브라김베코브
- 옥시 - 켄 맥멀렌
- 더 던건스 - 준바스 아르부두
- 더 노토리어스 미스터 바우트 - 막심 포즈도롭킨 외 1명

### 메이드 인 차이나
- 중국합화인 - 진가신
- 풍폭 - 원금린
- 나이트 메어 - 구예도
- 상해탄마영정 - 웡 칭포
- 광무파 - 아담 사우핑 웡
- 화이트 스톰 - 진목승

### 더 써드 에이지
- 비포 더 리브즈 폴 - 오카모토 미네코
- 크라운와이즈 - 빅토르 타우스
- 호텔 누에바 이슬라 - 이레네 구띠에레스 외 1명
- 원 포 더 로드 - 잭 자하 카바비
- 썸머, 교토 - 토다 히로시

### 미싱 픽쳐스
- 보이 이팅 더 버즈 푸드 - 엑토라스 리기조스
- 차일드 오브 갓 - 제임스 프랭코
- 현실의 춤 - 알레한드로 조도로프스키
- 저란터필리어 - 브루스 라 브루스
- 질투 - 필립 가렐
- 치명적 믿음 - 카트린 게베
- 삐에로 뤼네르 - 브루스 라 브루스
- 자코모의 여름 - 알레산드로 코모딘
- 빅+플로 쏘우 어 베어 - 드니 코테

### 컨스턴츠
- 위장 - 크지쉬토프 자누쉬
- 패밀리 라이프 - 크지쉬토프 자누쉬
- 계몽 - 크지쉬토프 자누쉬
- 임페러티브 - 크지쉬토프 자누쉬
- 파워 오브 에빌 - 크지쉬토프 자누쉬
- 더 스트럭처 오브 크리스탈 - 크지쉬토프 자누쉬

### 회고전
- 나는 스무살 - 마를렌 후치예프
- 소매치기 - 로베르 브레송
- 마지막 영화관 - 피터 보그다노비치
- 수색자 - 존 포드
- 타이트 낫 - 미하일 슈바이처
- 현기증 - 알프레드 히치콕

### 그레이트 일루션
- 서부 전선 이상 없다 - 루이스 마일스톤
- 브릿지스 오브 사라에보 - 아이다 베기츠 외 12명
- 줄 앤 짐 - 프랑수아 트뤼포
- 거대한 환상 - 장 르누아르
- 머른풀 언컨서른 - 알렉산더 소쿠로프
- 상트페테르부르크의 종말 - 프세볼로트 푸도프킨 외 1명
- 웨스트프론트 1918 - 게오르그 빌헬름 파브스트

### 더 스카이 오버 베를린
- 방갈로 - 울리히 콜러
- 에브리원 엘스 - 마렌 아데
- 저자세 - 크리스토프 호흐호이슬러
- 그림자 속에서 - 토머스 아슬란
- 갈망 - 발레슈카 그리제바흐
- 마돈넨 - 마리아 스페트
- 마르세유 - 앙겔라 샤넬렉
- 옐라 - 크리스티안 펫졸드

### 일링 스튜디오. 골든 이얼스
- 휴 앤드 크라이 - 찰스 크릭톤
- 친절한 마음과 화관 - 로버트 하머
- 핌리코행 여권 - 헨리 코넬리어스
- 레이디킬러 - 알렉산더 맥켄드릭
- 라벤더 힐 몹 - 찰스 크릭톤
- 니콜라스 니클비의 인생과 모험 - 알베르토 카발칸티
- 흰 양복의 사나이 - 알렉산더 맥켄드릭
- 더 매기 - 알렉산더 맥켄드릭
- 위스키 거로어 - 알렉산더 맥켄드릭

### 씨네 팬텀
- A HOUSE ON FURMANNY - 안드레이 실베스트로프
- A PLACE CALLED HOME
- 아트 걸즈 - 로버트 브램캠프
- EMBROIDERESS - LYUSYA MATVEEVA
- EVGENY KONDRATYEV. SHORT FILMS PROGRAMME. PART I - EVGENY KONDRATYEV
- EVGENY KONDRATYEV. SHORT FILMS PROGRAMME. PART II - EVGENY KONDRATYEV
- GINGERBREAD - IRA TSYKHANSKAYA
- 인 더 트래블러즈 하트 - 멜리사 둘리우스 외 1명
- IREN / 5 PICTURES - MARIA MENSHENINA
- LIKE THE SUN - DMITRIY VENKOV
- MARGINAL NOTES. FILM 2: LIFE IN CINEMA - EVGENY KONDRATYEV
- MARGINAL NOTES. FILM 3: POETS' SPRING - EVGENY KONDRATYEV
- MARGINAL NOTES. FILM 4: LOST DAYS - EVGENY KONDRATYEV
- MARGINAL NOTES. FILM 5: RAINDROPS THAT REMAIN ON TREES - EVGENY KONDRATYEV
- MARGINAL NOTES. FILM 6: CINEMA RETURNS HOME - EVGENY KONDRATYEV
- NEVREMYA - ANTONINA BAEVER 외 1명
- OLEG KULIK: CHALLENGE AND PROVOCATION - EVGENIY MITTA
- RETURN OF DE BILE - LENKA KABANKOVA
- THE MODERN RUSSIAN DESIGN - SERGEY SHANOVICH 외 1명
- TIMUR NOVIKOV. OBJECT-ZERO - 알렉산드르 쉐인
- UNHEIMAT - MIKHAIL MAXIMOV
- VINOGRADOV AND DUBOSARSKIY. COMMISSIONED PAINTING - EVGENIY MITTA 외 1명
- YAKIMANKA 90S - 안드레이 실베스트로프
- ЗАМЕТКИ НА ПОЛЯХ. ФИЛЬМ 1. ПОШЛИ МНЕ ВЕСНУ - EVGENY KONDRATYEV